# Élégie de la violence
Pour plus de détails, voir Fiche technique et Distribution.
Élégie de la violence (けんかえれじい, Kenka erejii, aussi connu sous le titre Élégie de la bagarre) est un film japonais réalisé par Seijun Suzuki, sorti en 1966,.

## Synopsis
Kiroku Nanbu est un adolescent catholique qui fréquente un collège militaire à Okayama. Il tombe amoureux d'une femme nommée Michiko.

## Fiche technique
- Titre français : Élégie de la violence
- Titre français alternatif : Élégie de la bagarre[3],[4]
- Titre original : けんかえれじい (Kenka erejii?)
- Titre anglais : Fighting Elegy
- Réalisation : Seijun Suzuki
- Scénario : Kaneto Shindō, d'après le roman Kenka erejii de Takashi Suzuki (ja)
- Photographie : Kenji Hagiwara
- Montage : Mutsuo Tanji
- Décors : Takeo Kimura
- Société de production : Nikkatsu
- Société de distribution : Nikkatsu
- Musique : Naozumi Yamamoto
- Pays d'origine :  Japon
- Langue originale : japonais
- Genre : drame - film d'action
- Durée : 86 minutes
- Date de sortie :
  - Japon : 9 novembre 1966[5]

## Distribution
- Hideki Takahashi : Kiroku Nanbu
- Yūsuke Kawazu : Suppon
- Junko Asano : Michiko
- Isao Tamagawa (ja) : le directeur
- Kayo Matsuo : Misako
- Jun Hamamura : professeur Ahiru
- Takeshi Katō : professeur Manmosu